# Зіньки
Зіньки́ — село в Україні, у Білогірській селищній громаді Шепетівського району Хмельницької області. Населення становить 272 осіб.

## Назва
Назва походить від прізвища поміщика Зінька[джерело?].

## Історія
У книзі Олександра Цинкаловського «Стара Волинь і Волинське Полісся» про цей населений пункт зазначено: 
| | \| Зіньки або Зіньківці, с, 44 км. від Крем'янця. Село положене в басейні річки Вілії. У першій половині XIX століття було там 61 домів і 403 мешканці, а в кінці того ж століття 91 домів та і 720 мешканців, церква Вознесенська з 1753 року, мурована, ерекція на церковні землі 1753 року, школа від 1886 року. У 1583 році село належало до маєтностей князя Федора Масальського. На полях села знаходять часто камінні і кремінні знаряддя.[1] \| |
| Зіньки або Зіньківці, с, 44 км. від Крем'янця. Село положене в басейні річки Вілії. У першій половині XIX століття було там 61 домів і 403 мешканці, а в кінці того ж століття 91 домів та і 720 мешканців, церква Вознесенська з 1753 року, мурована, ерекція на церковні землі 1753 року, школа від 1886 року. У 1583 році село належало до маєтностей князя Федора Масальського. На полях села знаходять часто камінні і кремінні знаряддя. | |

7 (20) листопада 1917 року, відповідно до Третього Універсалу Української Центральної Ради, увійшло до складу Української Народної Республіки.
12 червня 2020 року, відповідно до розпорядження Кабінету Міністрів України № 727-р «Про визначення адміністративних центрів та затвердження територій територіальних громад Хмельницької області», увійшло до складу Білогірської селищної громади.
19 липня 2020 року, в результаті адміністративно-територіальної реформи та ліквідації Білогірського району, село увійшло до складу новоутвореного Шепетівського району.

## Населення

### Мова
Розподіл населення за рідною мовою за даними перепису 2001 року:
| Мова       | Кількість | Відсоток |
| ---------- | --------- | -------- |
| українська | 268       | 98.53%   |
| російська  | 4         | 1.47%    |
| Усього     | 272       | 100%     |

## Відомі люди
В селі народився Майборський Володимир Петрович — Герой Радянського Союзу, кулеметник 7-го полку 24-ї стрілецької Залізної дивізії, старшина запасу, почесний громадянин міста Коломиї.

## Цікаво
Зіньківська (чорна) ковбаса —  місцевий делікатес, занесений до енциклопедії гастрономічної спадщини України. Під час копчення змащується свіжозібраною кров'ю. Дуже важлива ця ковбаса для зінківчан, рецепти передають від пращурів. Традиційно подають чорну ковбасу до столу холодною з житнім бездріжджовим хлібом (що випікається в печах на житній заквасці). Для прикраси Великоднього кошика використовують чорну ковбаску. Вона є обов'язковою для зіньківчан. Для святкувань такий як весілля чи хрестини теж обов'язково використовують чорну ковбасу. За ствердженням зіньківчан це старовинний рецепт якому мінімум 600 років. Це сімейна справа, жінки ріжуть м'ясо, виробляють ковбасу. А коптять виключно чоловіки. На фруктових дровах — черешні і вишні і на деревині граба. Печі для копчення виготовлені за старовинним зразком. Проте і нові бочки використовують для копчення. Також раніше для начинення ковбаси використовували лише ручні м'ясорубки, то зараз використовують електричні. Продають і виробляють виключно у селі Зіньки.

## Галерея

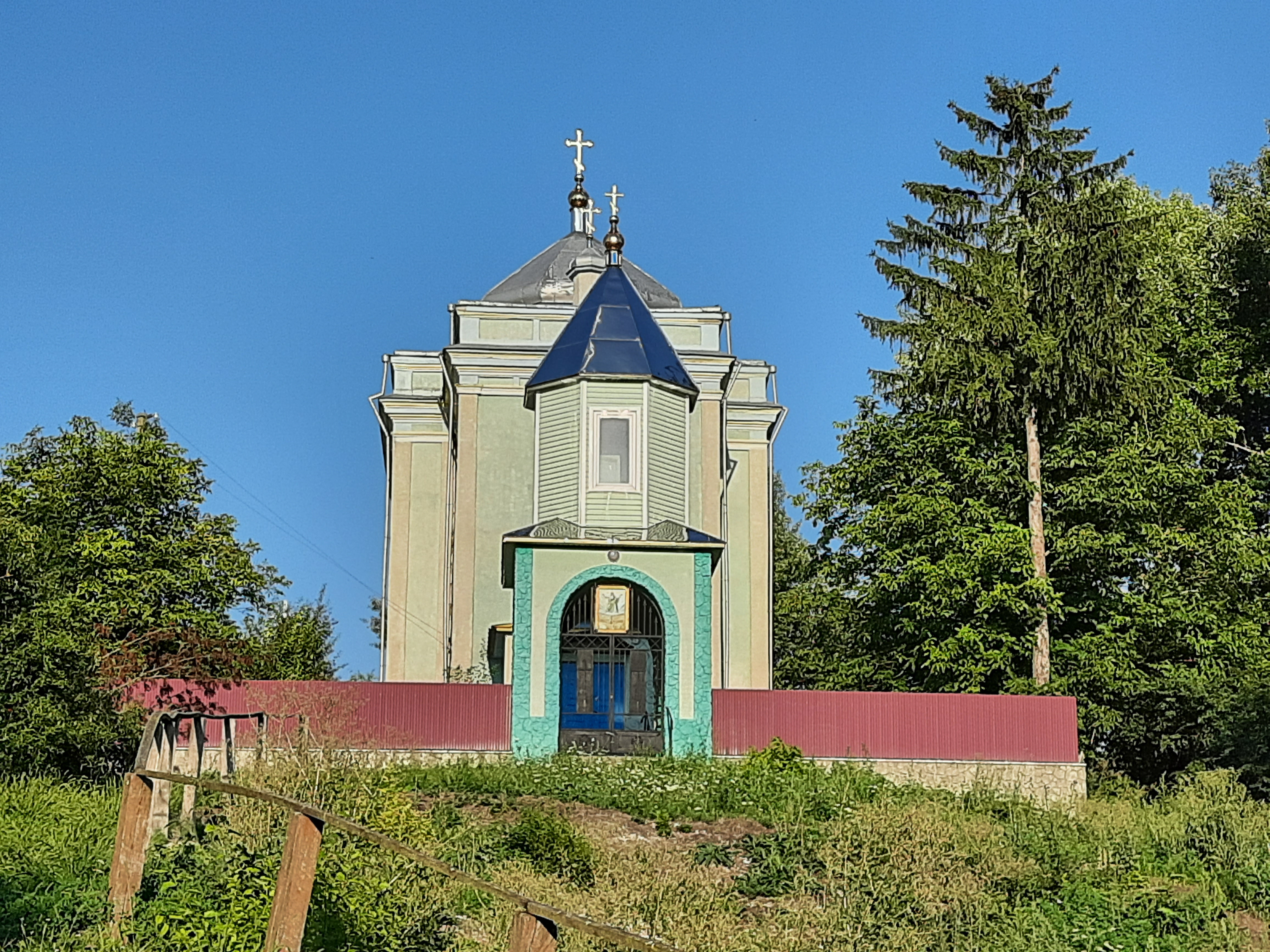
Вознесенська церква
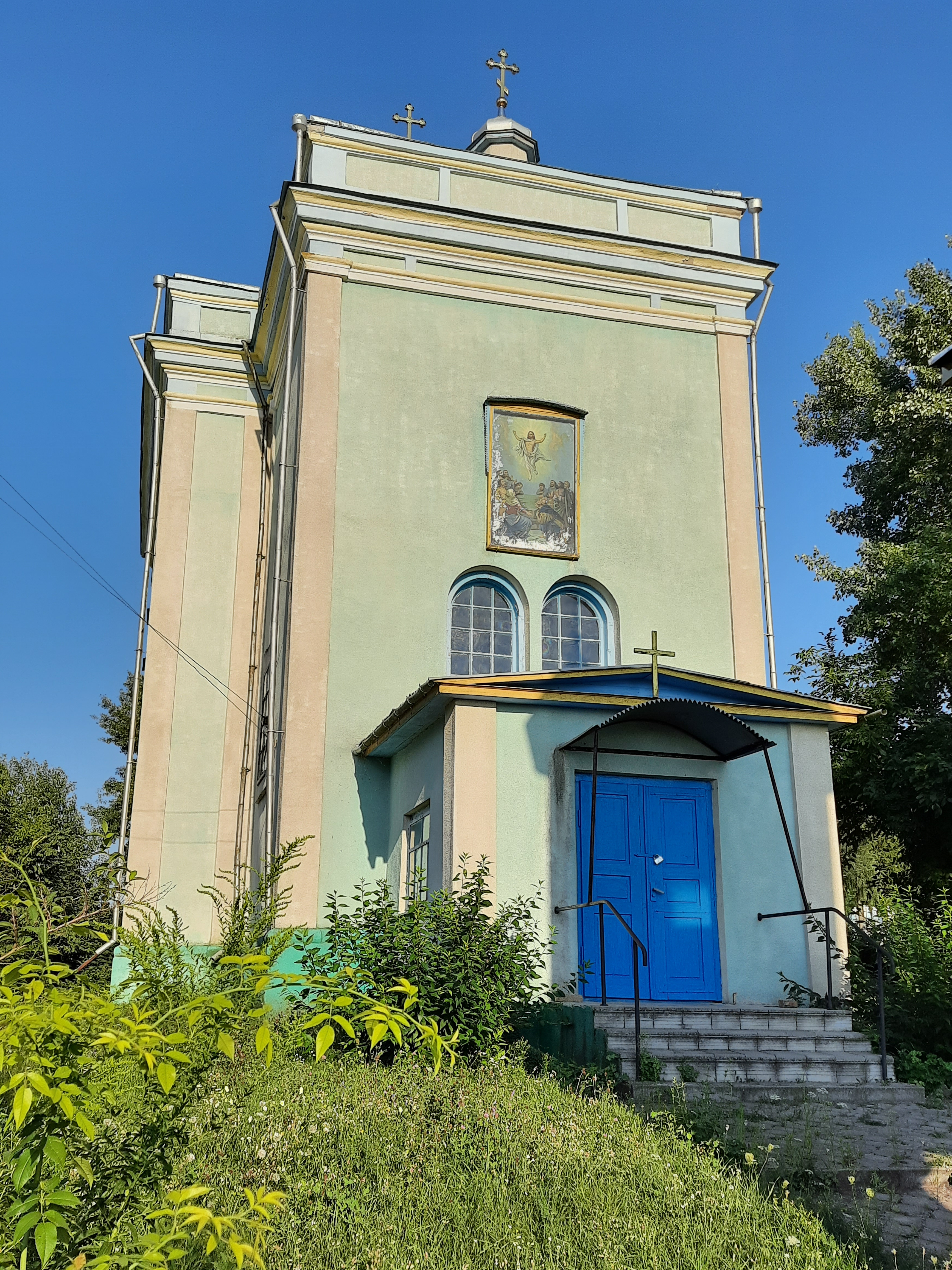
Вознесенська церква
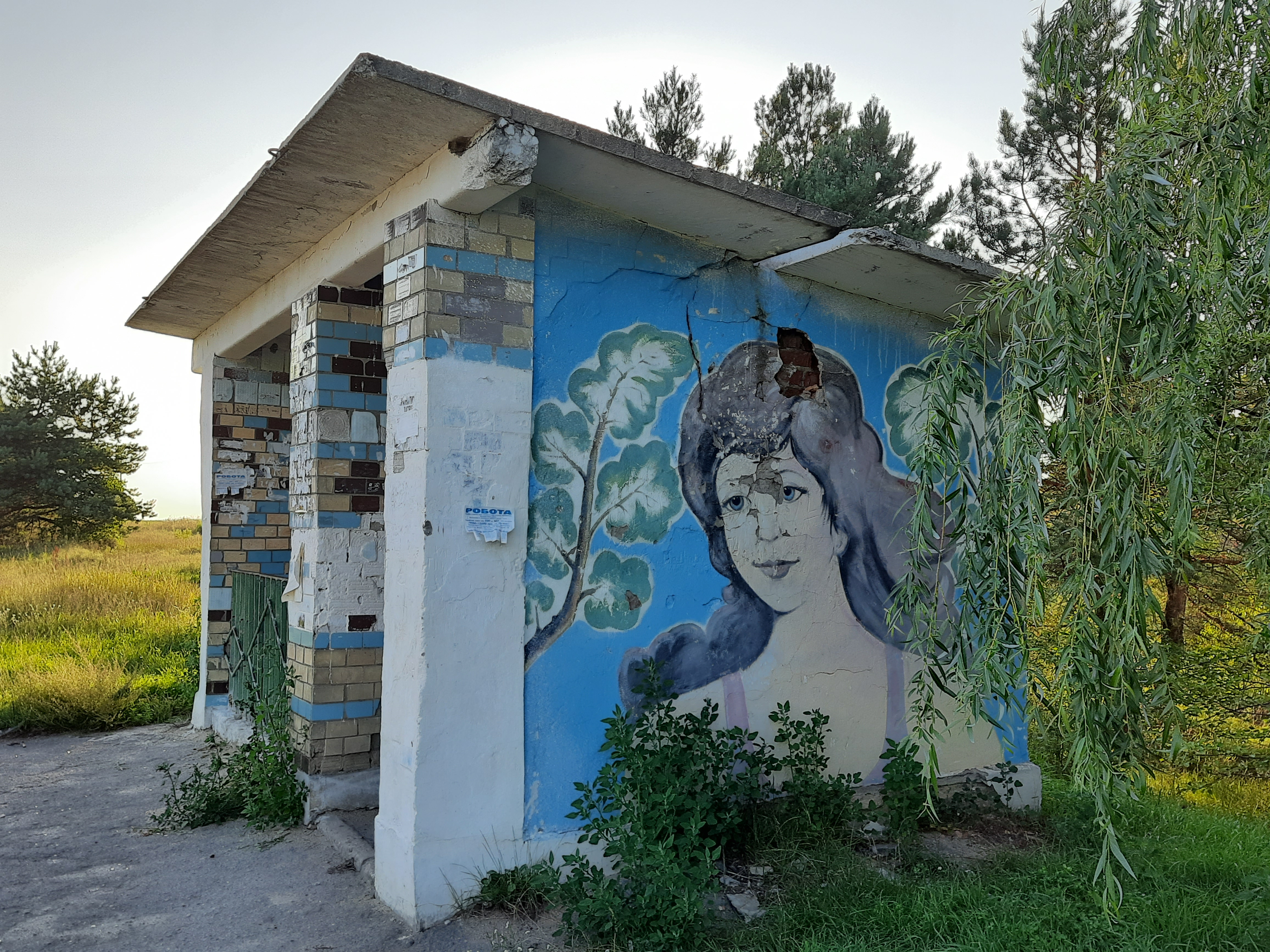
Автобусна зупинка